# Aubusson-d'Auvergne
Aubusson-d'Auvergne é uma comuna francesa na região administrativa de Auvérnia-Ródano-Alpes, no departamento Puy-de-Dôme. Estende-se por uma área de 6,82 km². Em 2010 a comuna tinha 251 habitantes (densidade: 36,8 hab./km²).